# Gwendoline Eastlake-Smith
Gwendoline Eastlake-Smith, död 1943, var en brittisk tennisspelare. 
Hon belönades med en guldmedalj vid Olympiska sommarspelen 1908. 